# Netia (télécom)
Netia est un fournisseur d'accès à internet polonais.

## Historique
En 2006, la société islandaise Novator prend une importante participation de Netia.
En 2012, Netia et Novator annoncent leur intention de créer un quatrième opérateur mobile en Pologne.
Le 31 octobre 2014, Netia ajoute Disney Junior à son bouquet jeunesse.